# Till we have faces (Steve Hackett)
Till we have faces is het achtste studioalbum van de Britse musicus Steve Hackett met zijn band. Na het grotendeels akoestische album Bay of Kings keerde Hackett terug naar zijn elektrische gitaar. De titel van het album is geleend van het gelijknamige boek van C.S. Lewis. Het album is grotendeels opgenomen in de Sem Lovre geluidsstudio in Rio de Janeiro, hetgeen af en toe terug te vinden is in de percussie (bijvoorbeeld) in Mathilde Smith-Williams. Daartegenover staat dan Let me count the ways dat een bluesnummer is.

## Hoes
De platenhoes was opnieuw een ontwerp van de toenmalige mevrouw Hackett, Kim Poor. Het is een aquarel getiteld Silent sorrows in empty boats, dat origineel getekend was voor haar boek met Liedteksten van Genesis. Het nummer Silent sorrows on empty boats, dat op The Lamb Lies Down on Broadway staat is echter instrumentaal.

## Musici
- Steve Hackett – gitaar, gitaarsynthesizer, koto, rainstick, Etruskische gitaar, marimba, percussie, mondharmonica, zang
- Nick Magnus – toetsinstrumenten, percussie, drummachine
- Rui Mota – slagwerk
- Sérgio Lima – slagwerk
- Ian Mosley – slagwerk, percussie
- Waldemar Falcão – dwarsfluit, percussie
- Fernando Moura – Fender Rhodes
- Ronaldo Diamante – basgitaar
- Clive Stevens – synthesizer
- Kim Poor – Japanse zangstem op Doll
- The Brazilian Percussionists – Sidinho Moreira, Junior Homrich, Jaburu, Peninha, Zizinho, Baca

## Muziek
Alle van Steve Hackett, behalve waar aangegeven

| Nr. | Titel                                                      | Duur |
| --- | ---------------------------------------------------------- | ---- |
| 1.  | Duel                                                       |      |
| 2.  | Matilda Smith-Williams Home for the aged (Hackett, Magnus) | 8:04 |
| 3.  | Let me count the ways                                      | 6:06 |
| 4.  | A doll that's made in Japan                                | 3:57 |
| 5.  | Myopia (Hackett, Magnus)                                   | 2:56 |
| 6.  | What's my name (Hackett, Magnus)                           | 7:05 |
| 7.  | The Rio connection                                         | 3:24 |
| 8.  | Taking the easy way out                                    | 3:49 |
| 9.  | When you wish upon a star (Ned Washington, Leigh Harline)  | 0:51 |

Duel is Hacketts interpretatie van Duel van Steven Spielberg.